# بژوزووی خرود
بژوزووی خرود (به لهستانی:  Brzozowy Hrud) یک روستا در لهستان است که در گمینا شوجاوووو واقع شده‌است. بژوزووی خرود ۳۰ نفر جمعیت دارد.